# Rudi Garcia
Rudi José Garcia (Nemours, 20 februari 1964) is een Frans voetbaltrainer en voormalig profvoetballer. Sinds 2025 is hij bondscoach van het Belgisch voetbalelftal.
Als speler kwam Garcia uit voor Lille OSC, SM Caen en FC Martigues voordat hij op 28-jarige leeftijd zijn voetbalcarrière door blessures vroegtijdig moest stopzetten.
Twee jaar later begon hij zijn trainerscarrière bij AS Corbeil-Essonnes. Daarna volgden nog periodes bij clubs AS Saint-Étienne, Dijon en Le Mans FC, voordat hij zijn echte doorbraak maakte bij Franse topploeg LOSC Lille. Na zijn 5 jaar bij Lille trainde Rudi Garcia nog bij topploegen AS Roma, Olympique de Marseille, Olympique Lyon, Al-Nassr en SSC Napoli, voordat hij in 2025 een overstap maakte naar bondscoach van het Belgisch Voetbalelftal.
Garcia wordt gezien als een trainer die zeer aanvallend voetbal speelt, een sterke communicator is en zijn team op effectieve wijze weet aan te moedigen.

## Spelerscarrière

### Jeugd
Op zijn 6de begon Rudi Garcia voetbal bij het lokale team AS Corbeil-Essonnes, toen gecoacht door zijn eigen vader José Garcia. Hier bleef hij tot zijn 15de waarna hij een overstap maakte naar Viry-Châtillon aansloot. Op zijn hij 18-jarig leeftijd, na het afronden van zijn middelbare schoolopleiding, tekende hij een contract bij Lille OSC. Daar speelde hij een jaar in de jeugdopleiding voordat hij werd gepromoveerd naar het eerste elftal.

### Professionele Voetbalcarrière
Garcia, vooral spelend als een aanvallende middenvelder, bracht in totaal 6 jaar door bij Franse topclub Lille: 2 jaar jeugd en 4 jaar in het eerste elftal. Tijdens deze periode speelde hij 64 wedstrijden en was hij goed voor 4 goals. 
Na zijn tijd bij Lille vertrok hij naar SM Caen, eveneens een team uit de Division 1, waar hij in 3 seizoenen 57 wedstrijden speelde en 1 doelpunt maakte. Vervolgens trok hij naar FC Martigues, ook een club die actief was in de Franse topdivisie. Hier speelde Garcia zijn laatste seizoen. Door ernstige rug- en knieblessures moest Garcia al op 28-jarige leeftijd noodgedwongen zijn carrière beëindigen.

## Trainerscarrière

### Vroege carrière (1994-2008)
Rudi Garcia begon zijn trainersloopbaan in 1994 bij lokale club AS Corbeil-Essonnes, een club uit de Division d'Honneur, de hoogste amateurdivisie in Frankrijk. Met nog slechts twee maanden te gaan in het seizoen, slaagde Garcia erin om het team uit degradatiegevaar te brengen. De daaropvolgende seizoenen bracht hij stabiliteit, met een middenmoot positie in het ene seizoen en een tweede plaats in het andere seizoen. In deze periode combineerde hij een rol als speler-manager, deze dubbelrol vervulde hij tot 1996 waarna hij de stap naar alleen trainer zette.
Na zijn job bij AS Corbeil-Essonnes werkte hij twee jaar als fysiotherapeut bij eersteklasser AS Saint-Étienne. Kort daarna werd hij scout bij Saint-Étienne, waar hij tegenstanders analyseerde en hielp bij de ontwikkeling van tactische strategieën. Zijn rol groeide al snel door naar die van assistant-manager.
In 2001 kreeg Garcia de kans om samen met Jean-Guy Wallemme het eerste elftal van Saint-Étienne te leiden. Ondanks hun inspanningen konden zij niet voorkomen dat de club degradeerde naar de Ligue 2. Deze moeilijke periode werd gekenmerkt door slechte prestaties en schandalen rond vervalste paspoorten. In augustus 2001 werd Garcia ontslagen bij Saint-Étienne, wat hem tijdelijk terugbracht naar de rol van voetbalanalist.
Ondanks deze tegenslag behaalde hij in 2002 zijn Diplôme d’Entraineur Professionnel de Football, het Franse equivalent van de professionele trainers badge. Dat zelfde jaar werd hij benaderd door amateurploeg Dijon FCO, waar hij op 21 mei tekende als hoofdtrainer. Bij Dijon liet Garcia opnieuw zijn kwaliteiten zien. Hij leidde de club in het seizoen 2003-2004 naar promotie naar de Ligue 2 en bereikte de halve finale van de Coupe de France, een prestatie die destijds als historisch werd gezien voor de club.
In juni 2007 verliet Garcia Dijon om hoofdtrainer te worden van eersteklasser Le Mans FC, een club die hij in korte tijd wist te transformeren. Onder zijn leiding speelde Le Mans attractief en aanvallend voetbal. De club eindigde dat seizoen op een indrukwekkende negende plaats in de Ligue 1 en bereikte de halve finale van de Coupe de la Ligue. Zijn werk bij Le Mans leverde hem erkenning op en trok de aandacht van grotere clubs.

### Doorbraak bij Lille (2008-2013)
Op 18 juni 2008 ontbond Garcia zijn contract bij Le Mans FC en tekende voor Lille OSC, een club waar hij in zijn spelerscarrière al zes jaar actief was geweest. In zijn eerste seizoen ontwikkelde Garcia een aanvallende speelstijl scherp in contrast met de vorige coach, Claude Puel. Garcia gaf ook jonge talenten de kans om door te breken, zo zorgde hij voor een titularis rol voor de toen nog jonge Eden Hazard.
In 2009 werd Garcia voor kort ontslagen vanwege interne conflicten met de raad van bestuur, maar hij keerde al een maand later terug nadat Michel Seydoux, de voorzitter van Lille, het vertrouwen in hem herstelde.
Het succes van Garcia's aanpak werd duidelijk in het seizoen 2010-2011, dat een mijlpaal was in de geschiedenis van Lille. Hij leidde de club naar winst in zowel de Ligue 1 als de Coupe de France, waarmee Lille voor het eerst sinds 1955 nog eens een prijs te pakken kreeg. Onder zijn leiding had Lille de beste aanval van de competitie dat de Franse media hen zelfs "het Barça van het Noorden" noemden. Als erkenning voor zijn prestaties werd Garcia uitgeroepen tot beste coach van de Ligue 1.

### AS Roma: Italiaanse avontuur (2013-2016)
In 2013 werd Garcia benoemd tot hoofdtrainer van AS Roma. De club bevond zich in een lastige situatie, maar Garcia slaagde erin om direct een sterke indruk te maken. In zijn eerste seizoen begon Roma met een recordreeks van tien opeenvolgende overwinningen in de Serie A, inclusief overwinningen tegen rivalen zoals Lazio en Napoli. Dit was de beste start ooit in de geschiedenis van de Serie A.
Roma eindigde dat seizoen als tweede, met 17 punten achterstand op het toen grote Juventus, maar kwalificeerde zich wel voor de Champions League. Onder Garcia wist Roma een aantrekkelijke speelstijl te combineren met resultaten.
Het seizoen erna 2014-2015 begon veelbelovend, maar door wisselvalligheid en een gebrek aan consistentie kon Roma niet concurreren met weeral Juventus. Na een reeks teleurstellende resultaten werd Garcia in januari 2016 ontslagen. Ondanks zijn ontslag blijft zijn periode bij Roma herinnerd als een tijd waarin de club terugkeerde naar de top van het Italiaanse voetbal.

### Marseille, Lyon en Europese successen (2016-2021)
Na Roma werd Garcia in oktober 2016 aangesteld als hoofdtrainer van Olympique Marseille. Hij bouwde een competitief team op en leidde de club in 2018 naar de finale van de Europa League, waarin ze verloren van Atlético Madrid. Zijn tijd bij Marseille was succesvol, maar Garcia besloot in 2019 de club te verlaten.
Hij vervolgde zijn carrière in 2019 bij Olympique Lyon, een van de grote rivalen van Marseille. In het seizoen 2019-2020 slaagde hij erin om Lyon te leiden naar een halve finale plaats van de Champions League, na het kloppen van ploegen zoals Juventus en Manchester City. Ondanks zijn successen was zijn tijd bij Lyon wisselvallig, en na het mislopen van Champions League-kwalificatie in 2021 vertrok hij bij de club.

### Internationale ervaring en recente jaren (2022-2023)
In 2022 begon Garcia een nieuwe uitdaging als hoofdtrainer van Al-Nassr in Saoedi-Arabië. Hij leidde de de ploeg van Cristiano Ronaldo naar enkele overwinningen, maar verliet de club al snel in april 2023. Kort daarna keerde hij terug naar Europa en werd in juni 2023 aangesteld als hoofdtrainer van Napoli. Zijn periode bij Napoli was echter van korte duur, en hij werd ontslagen in november 2023 na tegenvallende resultaten en conflicten met het bestuur.

### Bondscoach van België (2025-heden)
Op 24 januari 2025 werd Rudi Garcia benoemd tot bondscoach van het Belgisch voetbalelftal. Hij volgt Domenico Tedesco op en staat voor de uitdaging om het team te leiden naar succes in internationale competities. Zijn eerste twee interlands waren een dubbele confrontatie met Oekraïne, waarbij het behoud van de Rode Duivels in de A-divisie van de UEFA Nations League op het spel stond. Na eerst 3-1 verlies in de heenwedstrijd voorkwam een 3-0 winst in de terugwedstrijd de degradatie voor België.

## Erelijst

### Als trainer
Lille
- Ligue 1

2010/11
- Coupe de France

2010/11